# أبو العميطر السفياني
أبو الحسن علي بن عبد الله بن خالد بن يزيد بن معاوية بن أبي سفيان، المعروف بأبي العميطر السفياني، سيد بني أمية في زمانه، بويع بالخلافة بدمشق في ذي الحجة سنة 195 هـ زمن الأمين سادس الخلفاء العباسيين، وسيطر على دمشق وحكمها في أول سنة 196 هـ، وكان عمره ثمانين سنة، وطرد الوالي العباسي للشام سليمان بن أبي جعفر من دمشق وأقام شبه إدارة في المدينة. اكتسبت مطالبته بالخلافة بعد فترة وجيزة اعترافًا في أجزاء مختلفة من أحياء دمشق وحمص وقنسرين، بما في ذلك ميناء صيدا ومدينة حمص.
تألفت قاعدة دعم أبو العميطر من بني كلب، مما جعله على خلاف مع قبائل قيس وزعيهم ابن بيهس، الذي سعى للإطاحة بأبي العميطر. هزم القيسيون أبا العميطر واعتقلوه في أواخر سنة 197 هـ. وهرب أبو العميتير بحماية كلب، وظل هاربًا في حدائق الغوطة حول المدينة ضد محاولات ابن بيهس للقبض عليهم حتى مات.

## سيرته
هو حفيد خالد بن يزيد بن معاوية بن أبي سفيان، وأمه نفيسة بنت عبيد الله بن العباس بن علي بن أبي طالب، فأبوه من نسل معاوية، وأمه من نسل علي، فكان يفتخر ويقول: أنا ابن شيخي صفين.
ربما وُلد أبو العميطر في عهد الخليفة الأموي هشام بن عبد الملك. كان ثريًا نسبيًا ويمتلك منزلين أحدهما في رحبة البصل بدمشق والآخر في عقارته في قرية المزة بمنطقة حدائق الغوطة التي تحيط بالمدينة. كانت المزة معقلاً لقبيلة بني كلب ، الحلفاء القدامى لبني أمية. كان أبو العميطر رجلًا ذا سمعة طيبة ونسبًا مرموقًا، وقد روى الحديث النبوي عن المهدي وابن علاثة، وروى عنه أبي مسهر. كان زائرًا لمجلس الخليفة المهدي في بغداد.

## ثورته

### خلفية
في أعقاب الثورة العباسية، ثُضى على غالب الأمراء الأمويين في جميع أنحاء الشام وإعدامهم، لكن نجا العديد من الأمويين واستمروا في الإقامة في الشام. وفي عام 132 هـ قاد الأمير الأموي أبو محمد السفياني، ثورة ضد العباسيين بدعم من اليمانية وقيس. وكان التنافس دائًما بين اليمانية وقيس، قد انخرطوا في تنافس دام عقودًا على النفوذ، لكن كلاهما فقد مكانته في زمن العباسيين. فشلت ثورة أبي محمد وهرب إلى الحجاز حيث قُتل. أمراء أمويون آخرون حاولوا الخروج على العباسيين مثل العباس بن محمد وهاشم بن يزيد، وحفيد الخليفة هشام أبان بن معاوية، قادوا الثورات ضد العباسيين في الشام وعلى طول الحدود الإسلامية البيزنطية، لكن قمعت جميعها.
بعد عامين من وفاة الخليفة العباسي هارون الرشيد، بلغ الصراع على خلافته بين ولديه الأمين والمأمون ذروته. تسببت الحرب في فراغ في السلطة، حيث طرد زعماء المدن في جميع الولايات نوابهم العباسيين. قدم فراغ السلطة فرصة للأمويين. كان الأمويون يتمتعون بتأييد واسع بين القبائل العربية، باستثناء ابن بيهس، أحد زعماء قيس.
ولى سليمان بن أبي جعفر دمشق عقيب فتنة وعصبية كانت بين قيس واليمانية، فاندس أنصار أبي العميطر إلى سليمان بن أبي جعفر، فقالوا له: إن هذا الفساد في عملك بسبب هذه الزواقيل، وأن رؤساءهم وصناديدهم ومن معهم من الضّباب وهم عشيرة ابن بيهس تجنبهم، فأقنعوا سليمان بن أبي جعفر بسجن ابن بيهس.

### المطالبة بالخلافة
كان أبو العميطر يبلغ من العمر ثمانين أو تسعين عامًا. اقترب منه شخصيات مؤيدة للأمويين، مثل ابن وجه الفلس. كان أبو العميطر من ولد يزيد بن معاوية، وكان بنو أمية يروون فيه الروايات، ويذكرون أن فيه علامات السفياني، وأن أموره لا تتم له إلا بكلب، وأنهم أنصاره، فمالوا إليهم وتوددوهم، وأقنعوا أبو العميطر بأنه السفياني.
واجتمعوا على أبي العميطر فبايعوه، وبعثوا إلى زواقيلهم، فلم يشعر سليمان بن أبي جعفر وهو في قصر الحجاج خارج دمشق حتى أحاطت به الرجّالة، فحصروه، فبعث إلى ابن بيهس، وهو محبوس معه في القصر. فقال له: ما ترى ما يصنع أهل بلدك؟ قال: هذا الذي أراد القوم بتحميلهم إياك عليّ، والآن الذي أرى أن تخرج معي إلى حوران، فأخرج بك في البرية إلى الكوفة ثم خرج سليمان بن أبي جعفر هارباً من دمشق، متوجهاً إلى العراق، وخرج معه ابن بيهس حتى أجازه ثنيّة العقاب، ولحقه الغوغاء والرّعاع فنهبوا مواخر عسكره، وانصرف ابن بيهس إلى حوران.
شرع أبو العميطر في الاستيلاء على قصر الخضراء، واستخدمه كمقر له. جمعت البيعة له كخليفة من قبل أنصاره من أهل دمشق. عين قاضيًا، ساعد أبو العميطر شعبيته بين قبائل كلب واليمانية على كسب ولاء المدن المناطق التي تهيمن عليها هذه المجموعات القبلية مثل حمص، كما تعرف عليه اليمانيون في قنسرين مثل التنوخيون. وسيطر على صيدا، حيث ذهب ابن وجه الفلس، وطرد العمال العباسيين من هناك.
شرعت القبائل اليمانية التي شكلت قلب قوات أبو العميطر، في اضطهاد نظرائهم القيسيين في دمشق، الذين كان دعمهم لأبي العميطر أقل حماسة. شن أبو العميتير والقريشون واليمانيون هجومًا ضد القيسيين داخل دمشق، وأحرقوا منازلهم. 
وكان ابن بيهس يعد الدعم بتعبئة رجال عشيرته من كلاب ونمير. ولما سمع أبو العميطر باقترابهم، أرسل يزيد بن هشام لمهاجمتهم في حوران. وهزمهم، لكن جيش يزيد تلقى ضربة عندما تعرضوا للهجوم من قبل القرويين المحليين أو البدو عند عودتهم إلى دمشق. ورفع هذا معنويات ابن بيهس الذي حشد لتجديد حملتهم. ومن مخيماتهم في الغوطة حاصروا دمشق. دعا أبو العميطر أنصاره إلى إخلاء المدينة، وتحت قيادة ابنه القاسم وابن وجه الفلس، اشتبكت قواته مع قوات ابن بيهس. تكبد الطرفان خسائر فادحة في معركة طويلة انتهت بموت القاسم وانسحاب ابن بيهس إلى حوران. حزن أبي المعيطر لوفاة ابنه فأمر المعتمر بن موسى بمطاردة ابن بيهس، إلا أن تعزيزات القيسيين أنقذت ابن بيهس وفي القتال الذي أعقب ذلك، قُتل المعتمر، وشكلت هذه الهزيمة نقطة تحول.

### هزيمته
كان ابن بيهس مريضًا جدًا بحيث لم يتمكن من متابعة الحملة، لكنه ترك القيادة بيد أمويًا آخر وهو مسلمة بن يعقوب، قاد مسلمة هجوماً على قصر الخضراء، واعتقل أبو العميطر. ثم استدعى الأمويين في المدينة وأجبرهم على مبايعته كخليفة. اشتبه ابن بيهس بطموحات مسلمة بن يعقوب، وحذر مسلمة أيضًا من ابن بيهس عند سماعه شفائه. هاجم أتباع مسلمة ابن بيهس عند وصوله أمام أبواب المدينة، ولكن انشقت معظم قوات مسلمة وانضم إلى ابن بيهس، كونه زعيمهم الأصلي. دخل ابن بيهس دمشق في سبتمبر 813م، واتحد مسلمة مع أبي العميطر، وهربا عبر بوابة باب الجابية إلى معقل كلب في المزة.
وبدعم من الكلب في قرى الغوطة في المزة، صمد أبو العميطر ومسلمة ضد ابن بيهس، الذي اعترف به العباسيون حاكم دمشق. مات مسلمة موتاً طبيعياً وأم أبو العميطر صلاة الجنازة عليه. بعد فترة وجيزة ، توفي أبو العميطر ودفن في مكان سري من قبل أنصاره، الذين كانوا يخشون أن يدنس العباسيون قبره.